# الإقامة على المريخ

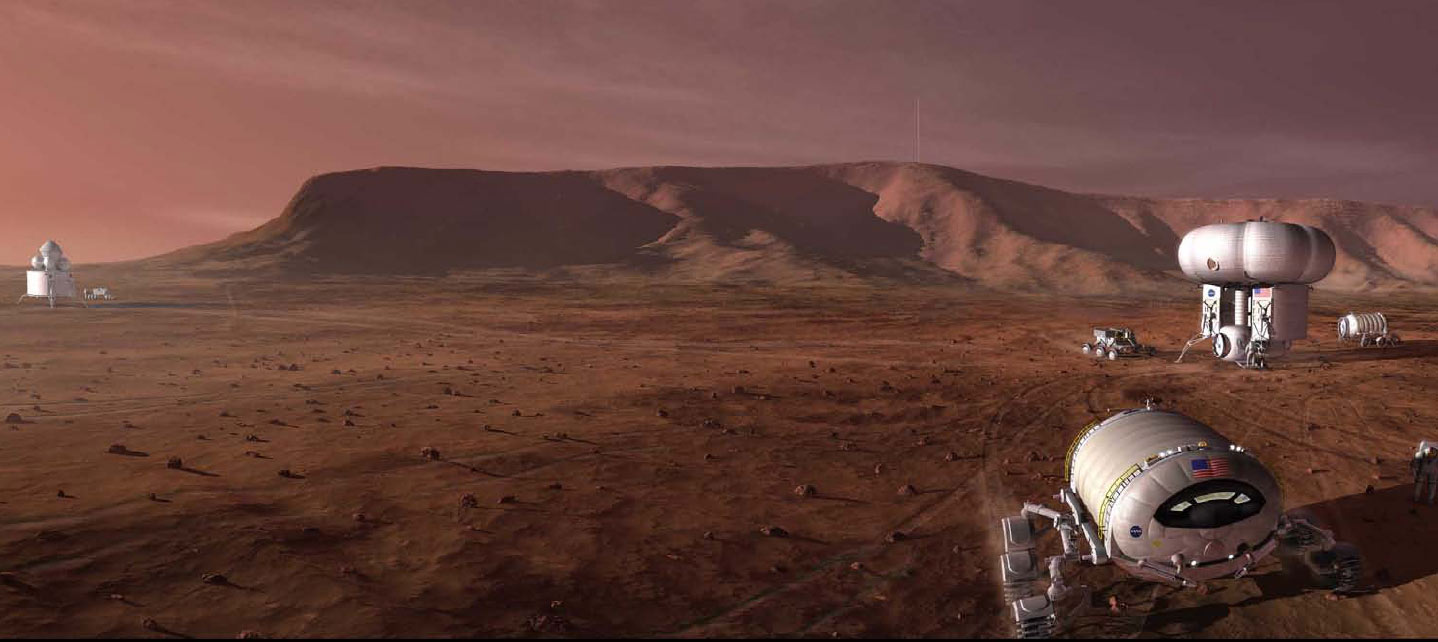
رسم تخيلي حول الإقامة على المريخ

تقترح مهمات «الإقامة على المريخ» أنّ رواد الفضاء المتجهين نحو المريخ يجب أن يخططوا للإقامة هناك. سيجري إعادة تدوير مركبات العودة غير المستخدمة المُخصصة للطوارئ لاستخدامها في بناء المستوطنات بمجرد أن تصبح قابلية سكن على المريخ خيارًا جليًّا لرواد الفضاء الأوائل. يدعم العلماء فكرة الإقامة على المريخ لتخفيض الكُلفة ولضمان الإقامة الدائمة على هناك. من بين العديد من دُعاة الإقامة على المريخ، كان رائد فضاء برنامج أبولو السابق بز ألدرين صريحًا في كلامه بشكلٍ خاص، إذ اقترح في العديد من منتديات النقاش قائلًا: «انسوا القمر، دعونا نتوجه إلى المريخ!». وفي يونيو 2013، دعا ألدرين لإطلاق مهمة مأهولة «لاستيطان المريخ لنصبح نوعًا يعيش على كوكبين.» في أغسطس 2015، قدم ألدرين، بالاشتراك مع معهد فلوريدا للتكنولوجيا، «خطة مدروسة» للنظر فيها من قبل ناسا، لاستعمار المريخ قبل عام 2040 عن طريق إرسال مهماتٍ مأهولة «مدة كلٍ منها 10 سنوات». تبنت كل من مجموعة مارس أندر جراوند ومؤسسة مارس هومستيد ومؤسسة مارس ون ومجموعة فنانين المريخ ومنظمات الأعمال الأخرى مبادراتٍ سياسة لتحقيق هدف الإقامة على المريخ.
قُدّم أول مخططٍ رسمي لهندسة مهمة البقاء على المريخ خلال ورشة عمل حالة المريخ السادسة في عام 1996، خلال عرض قدمه جورج هربرت بعنوان «رحلة باتجاه واحد إلى المريخ.»

## الاقتراحات

### دوافع مهمات الاستيطان على المريخ
بما أنّ إرجاع رواد الفضاء من سطح المريخ هي إحدى أصعب أجزاء مهمة المريخ، فقد اقتُرحت فكرة إرسال مهمةٍ باتجاهٍ واحد (أي بدون عودة) إلى المريخ عدة مرات. على سبيل المثال، اقترح الناشط الفضائي بروس ماكنزي إرسال رحلةٍ باتجاهٍ واحد إلى المريخ في عرض تقديمي سُمي «رحلة باتجاه واحد إلى المريخ - استيطان دائم خلال المهمة الأولى» في المؤتمر الدولي لتطوير الفضاء لعام 1998، بدافع أنّ المهمة ستكون أقل صعوبةً وتكلفةً إذا لم يتعين علينا إرجاع رواد الفضاء إلى الأرض، إذ يجب أن تهدف المهمة الأولى إلى المريخ للاستيطان وليست لمجرد الزيارة.
قام بول دافيس، في صحيفة نيويورك تايمز في عام 2004، بتقديم دوافع مماثلة. وفقًا لخطة دافيس، فإنّ المستعمرة المبدئية المكونة من أربعة رواد فضاء مجهزين بمفاعل نووي صغير ومركبتين جوالتين ستكون قادرة على توليد الأكسجين الخاص بها، وزرع الطعام، وحتى بدء مشاريع بناء باستخدام المواد الخام الموجودة على المريخ. وعن طريق تزويدها بشحنات المواد الغذائية والإمدادات الطبية وأدوات الاستبدال والإصلاح من الأرض، ستستمر المستعمرة إلى أجلٍ غير مُسمى.

### خطة ألدرين الأصلية
في إطار مهمة الإقامة على المريخ، ستتكون الفِرق المُنطلقة نحو المريخ من ستة أعضاء. بعد الهبوط الأولي، سيرتفع عدد الأشخاص في المهمات اللاحقة إلى سطح المريخ إلى 30 شخصًا، ليبدأ بذلك استعمار المريخ. نظرًا لأن سطح المريخ يوفر بعض الموارد الطبيعية والعناصر الضرورية لدعم مستوطنة بشرية قوية وناضجة وصناعية -على عكس القمر على سبيل المثال- يُعتقد أن بناء مستوطنةٍ دائمة على المريخ هي الطريقة الأفضل لضمان أن يُصبح البشر نوعًا يرتاد الفضاء ومُتعدد الكواكب. من خلال استخدام المُصنعين الرقميين والإخصاب داخل المختبر، يمكن لمستوطنةٍ بشرية دائمة على سطح المريخ النمو عضويًا من ثلاثين إلى أربعين شخصًا.
وفقًا لمهمة البقاء على المريخ الخاصة باقتراح ألدرين، سينخرط رواد الفضاء بالمهمة وفقًا للجدول الزمني التالي:
1. بعمر 30 عامًا: سيجري اختيار رواد الفضاء للمشاركة في مهمة الإقامة على المريخ
2. بعمر 30 إلى 35 عامًا: تدريب رواد الفضاء وتكييفهم اجتماعيًا استعدادا للمهمات المعزولة طويلة الأجل والتأخير في الاتصالات
3. بعمر 35 عامًا: إرسال ثلاثة أزواج إلى المريخ؛ تليها في السنوات اللاحقة إثنا عشر زوجًا أو أكثر
4. بعمر 35 إلى 65 عامًا: تطوير مساحات معيشة محمية تحت سطح المريخ؛ في حين سيضمن الإنماء الاصطناعي نشوء التنوع الجيني في المستوطنة
5. بعمر 65 عامًا: سيُعرض على رواد الفضاء من الجيل الأول العودة إلى الأرض أو التقاعد على سطح المريخ

قال ألدرين: «من يدري ما هي التطورات التي ستظهر. يمكن للجيل الأول أن يتقاعد هناك، أو قد نتمكن من إعادتهم.»

## المستعمرة المبدئية والدائمة
سيُزود المستكشفون الأوائل بمعدات موضوعةٍ في المدار حول المريخ وفي مناطق الهبوط المنتشرة على مسافات كبيرة من المستوطنة الرئيسية. وبالتالي، من المتوقع أن تصبح المهمات اللاحقة أسهل وأكثر أمانًا، مع احتمال وجود معدات احتياطية في حالة وقوع حوادث أثناء التنقل أو الهبوط.
وفقًا لاقتراح الدكتور روبرت زوبرين في الفصل الأول من كتابه «مارس دايركت»، ستكون المساكن الكبيرة المضغوطة أسفل سطح المريخ هي الخطوة الأولى نحو الاستيطان البشري، يمكن بناء هذه الهياكل على شكل أتريوم على الطراز الروماني في سفوح الجبال أو تحت سطح المريخ باستخدام طوب المريخ المنتج بسهولة. أثناء وبعد هذه المرحلة الأولية من بناء المساكن، يمكن بناء قباب جيوديسية بلاستيكية صلبة مقاومة للتآكل والإشعاع على السطح لإقامة مساكن هناك وزراعة المحاصيل في نهاية المطاف. سوف تبدأ الصناعة الناشئة باستخدام الموارد المحلية: إذ سيكون من السهل صناعة البلاستيك والسيراميك والزجاج.
يتطلب العمل طويل الأجل لإعادة تأهيل المريخ بدء مرحلة أوليةٍ من الاحتباس الحراري لإنشاء غلافٍ الجوي من الحطام الصخري المريخي وخلق دورة مائية. وصف زوبرين ثلاث طرقٍ لتحفيز الاحتباس الحراري، الذي اقترح أفضلية استخدامها في نفس الوقت: مرايا مدارية لتسخين السطح، ومصانع على السطح لضخ الهالوكربونات في الغلاف الجوي، وإنماء بكتيريا لتبدأ بالأيضٍ من الماء والنيتروجين والكربون لإنتاج الأمونيا والميثان (ستساعد هذه الغازات في ظاهرة الاحتباس الحراري). في أثناء عملية إعادة تأهيل المريخ، سيستمر استعمار المريخ بقوة.
يُقرّ زوبرين، في كتابه «حالة المريخ» المنشور عام 1996 (المنقح عام 2011)، أنّ أي مستعمرةٍ على المريخ ستعتمد جزئيًا على الأرض لعدة قرون. ومع ذلك، يشير زوبرين إلى أنّ المريخ قد يكون مربحًا لسببين. أولًا، قد يحتوي على إمداداتٍ مركزة من المعادن تساوي قيمتها أو تزيد عن قيمة الفضة، إذ يمكن بيع هذه الخامات على الأرض لتحقيق الربح. ثانيًا، إنّ تركيز الديوتريوم -وهو وقود مُكلف للغاية ولكنه ضروري لتوليد الطاقة مُستقبلًا بالإندماج النووي- أكبر بخمس مرات على المريخ مقارنةً بتركيزه على الأرض. من المتوقع أنّ يكون البشر الذين سيهاجرون إلى المريخ، وفقًا لهذه النموذج، منخرطين في صناعة؛ إذ سيصبح الكوكب الأحمر نقطة جذب للمستوطنين نظرًا للأجور المرتفعة. بسبب النقص في الأيدي العاملة على سطح المريخ وما يترتب عليه من ارتفاعٍ في الأجور، ستصبح حضارة المريخ والقيمة الخاصة بإنتاجية كل فرد محركًا مستقبليًا للتقدم التكنولوجي والاجتماعي.[بحاجة لمصدر]